# Sveti Martin na Muri
Sveti Martin na Muri (Duits: Sankt Martin an der Mur; Hongaars: Muraszentmárton) is een gemeente in de Kroatische provincie Međimurje.
Sveti Martin na Muri telt 2958 inwoners. De oppervlakte bedraagt 25,24 km², de bevolkingsdichtheid is 117,2 inwoners per km².

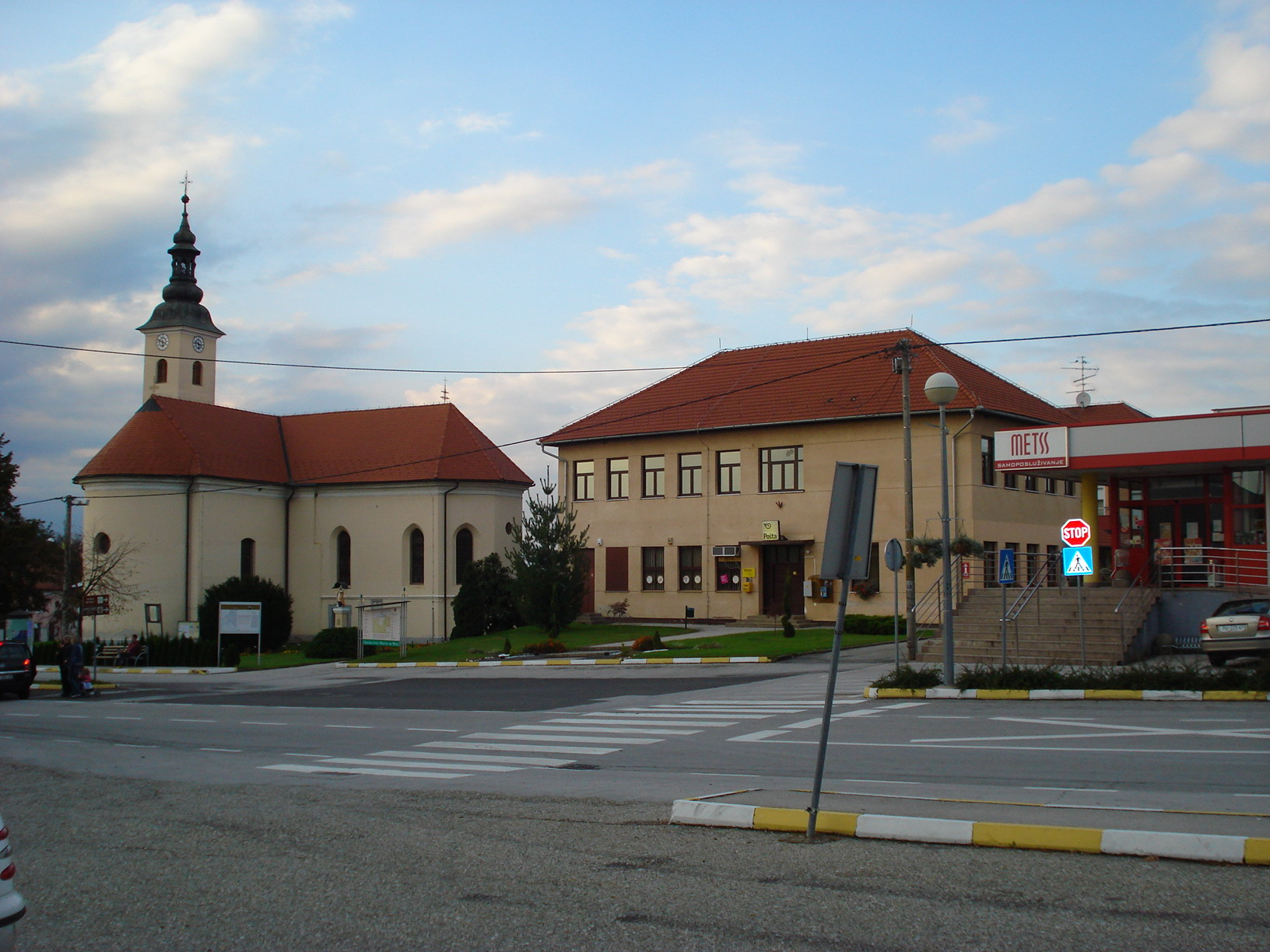
Sveti Martin na Muri - dorpscentrum

Steden (gradovi): Čakovec · Mursko Središće · Prelog

Gemeenten (općine): Belica · Dekanovec · Domašinec · Donja Dubrava · Donji Kraljevec · Donji Vidovec · Goričan · Gornji Mihaljevec · Kotoriba · Mala Subotica · Nedelišće · Orehovica · Podturen · Pribislavec · Selnica · Strahoninec · Sveta Marija · Sveti Juraj na Bregu · Sveti Martin na Muri · Šenkovec · Štrigova · Vratišinec